# Saintes-Maries-de-la-Mer
Pour les articles homonymes, voir Sainte-Marie et Maries.
Ne doit pas être confondu avec Sainte-Marie-la-Mer.
Saintes-Maries-de-la-Mer ou Les Saintes-Maries-de-la-Mer, en abrégé Les Saintes-Maries ou Les Saintes, est une commune française située dans le département des Bouches-du-Rhône en région Provence-Alpes-Côte d'Azur.
Capitale de la Camargue, elle est également un lieu de pèlerinage et une station balnéaire de Provence.
Construite autour de son église des XIe et XIIe siècles et longtemps enserrée dans une enceinte, la commune conserve encore aujourd'hui trace de ce passé historique dans la configuration de ses ruelles souvent étroites.
Ses habitants s'appellent les Saintois.
Le village a représenté la région Provence-Alpes-Côte d'Azur à l'édition 2023 du Village préféré des Français, y  terminant en treizième position.   

## Géographie

### Localisation

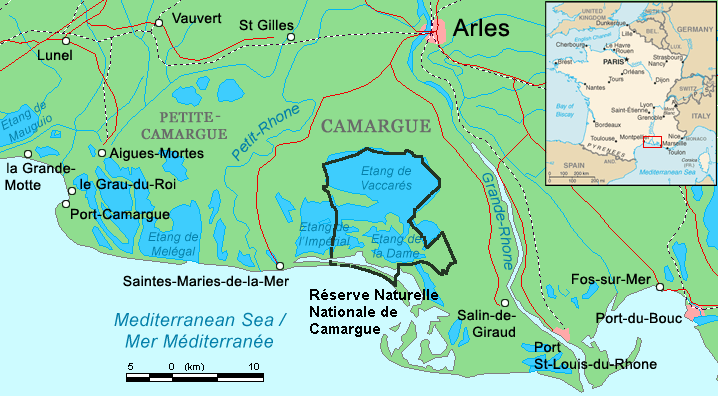
Les Saintes-Maries-de-la-Mer en Camargue.

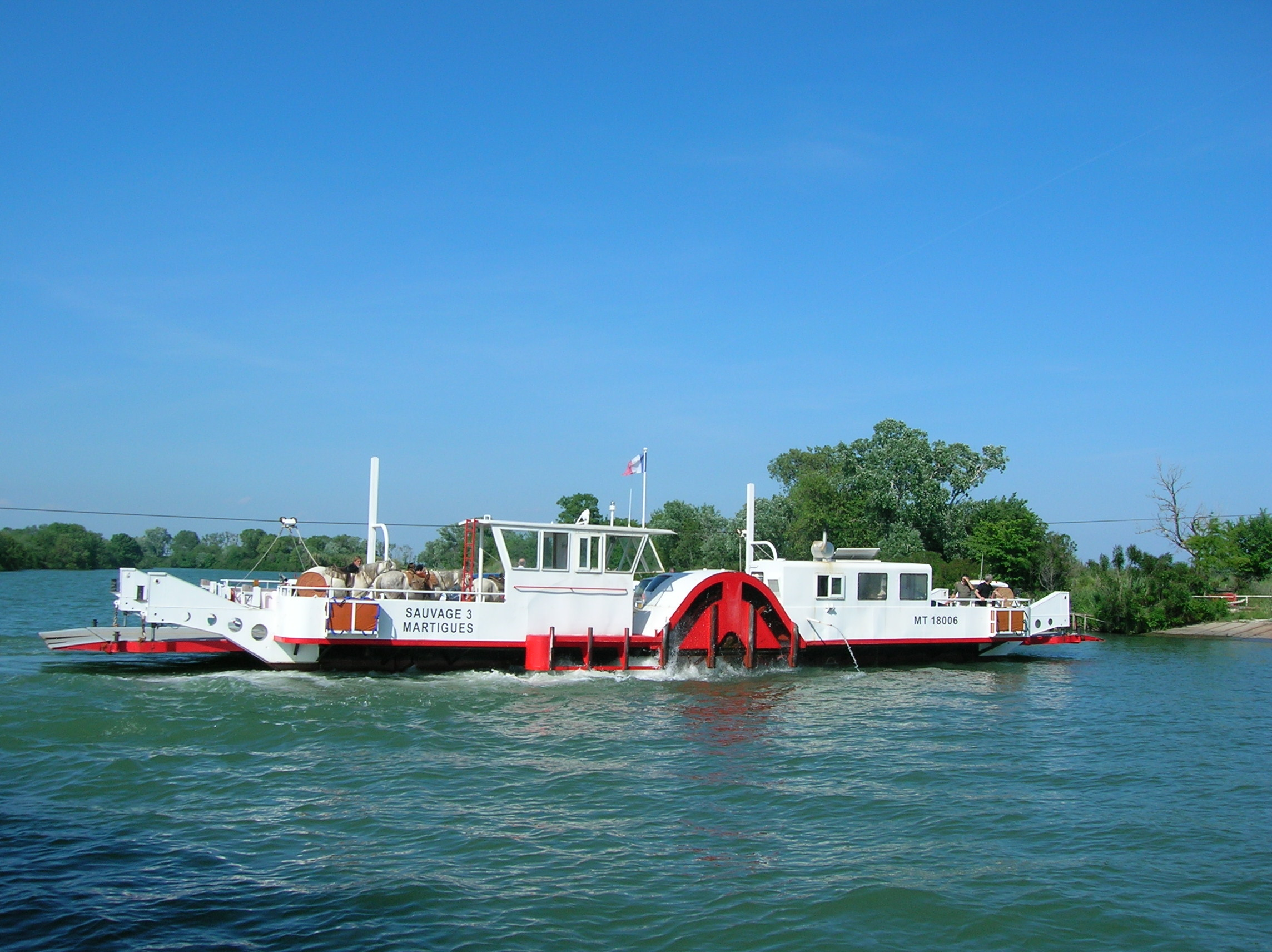
Le bac du Sauvage sur le Petit-Rhône à 4 km des Saintes-Maries-de-la-Mer.

La commune est située dans le sud de la France, sur la côte méditerranéenne, en Camargue, à environ un kilomètre à l'est de l'embouchure du Petit-Rhône, où elle s'étend sur les deux rives, et à 30 kilomètres à vol d'oiseau au sud-ouest d'Arles.

### Communes limitrophes
Les communes limitrophes sont Arles, Aigues-Mortes, Le Grau-du-Roi, Saint-Gilles, Saint-Laurent-d'Aigouze et Vauvert.

### Géologie et relief
La superficie de la commune est de 37 461 hectares ; son altitude varie entre 0 et 6 mètres.
Très étendue, c'est la troisième commune de France métropolitaine après Arles, sa voisine, et Val-Cenis (Savoie). Elle comprend essentiellement des terres alluviales et des marais. Les terres agricoles sont situées à l'ouest de la commune, le long du petit-Rhône et les marais à l'est où se trouve l'étang du Vaccarès.

### Voies de communication et transports
Elle est reliée à la ville d'Arles, distante de 38 km, par la RD 570 et à la petite Camargue vers Aigues-Mortes et Montpellier par le bac du Sauvage, le pont de Sylvéréal et le pont de Saint-Gilles. Une piste permet d'accéder au phare de la Gachole puis à ceux de Beauduc et de Faraman.
Il n'y a plus de desserte ferroviaire depuis la disparition des Chemins de fer de Camargue, mais une ligne d'autocars publics permet d'accéder tous les jours à Arles.

## Urbanisme

### Typologie
Au 1er janvier 2024, Les Saintes-Maries-de-la-Mer sont catégorisées bourg rural, selon la nouvelle grille communale de densité à 7 niveaux définie par l'Insee en 2022.
Elle appartient à l'unité urbaine de Saintes-Maries-de-la-Mer, une unité urbaine monocommunale constituant une ville isolée,. La commune est en outre hors attraction des villes,.
La commune, bordée par la mer Méditerranée, est également une commune littorale au sens de la loi du 3 janvier 1986, dite loi littoral. Des dispositions spécifiques d’urbanisme s’y appliquent dès lors afin de préserver les espaces naturels, les sites, les paysages et l’équilibre écologique du littoral, tel le principe d'inconstructibilité, en dehors des espaces urbanisés, sur la bande littorale des 100 mètres, ou plus si le plan local d’urbanisme le prévoit.

### Occupation des sols

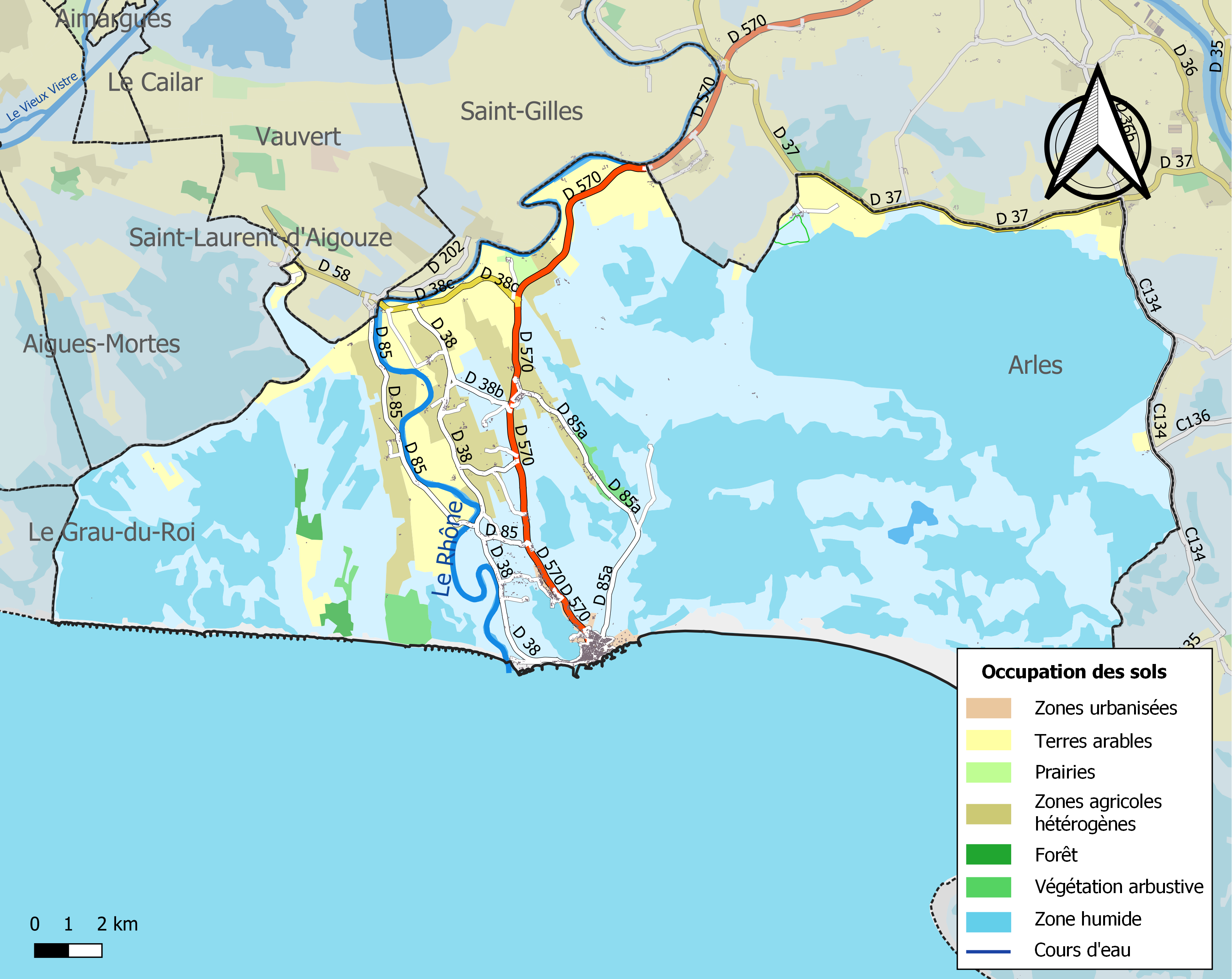
Carte des infrastructures et de l'occupation des sols de la commune en 2018 (CLC).

Le tableau ci-dessous présente l'occupation des sols détaillée de la commune en 2018, telle qu'elle ressort de la base de données européenne d’occupation biophysique des sols Corine Land Cover (CLC).
| Type d’occupation                             | Pourcentage | Superficie (en hectares) |
| --------------------------------------------- | ----------- | ------------------------ |
| Tissu urbain discontinu                       | 0,4 %       | 146                      |
| Équipements sportifs et de loisirs            | 0,1 %       | 33                       |
| Terres arables hors périmètres d'irrigation   | 0,8 %       | 307                      |
| Rizières                                      | 6,8 %       | 2517                     |
| Vignobles                                     | 0,1 %       | 47                       |
| Prairies et autres surfaces toujours en herbe | 0,2 %       | 69                       |
| Systèmes culturaux et parcellaires complexes  | 5,0 %       | 1846                     |
| Forêts de conifères                           | 0,4 %       | 150                      |
| Pelouses et pâturages naturels                | 0,7 %       | 268                      |
| Forêt et végétation arbustive en mutation     | 0,1 %       | 39                       |
| Plages, dunes et sable                        | 2,6 %       | 984                      |
| Marais maritimes                              | 34,3 %      | 12790                    |
| Cours et voies d'eau                          | 1,0 %       | 396                      |
| Plans d'eau                                   | 0,2 %       | 76                       |
| Lagunes littorales                            | 46,7 %      | 17407                    |
| Mers et océans                                | 0,4 %       | 165                      |
| Source : Corine Land Cover                    |             |                          |

L'occupation des sols simplifiée de la commune en 2018 est la suivante : eaux maritimes (47,2 %), zones humides côtières (34,3 %), terres arables (7,6 %), zones agricoles hétérogènes (5,0 %), espaces ouverts sans ou avec peu de végétation (2,6 %), eaux intérieures (1,3 %), végétation arbustive et/ou herbacée (0,8 %), zones urbanisées (0,4 %), forêts (0,4 %), prairies (0,2 %), cultures permanentes (0,1 %), espaces verts artificialisés (0,1 %). Elle met en évidence l'importance des zones humides côtières (étang de Vaccares) et des eaux maritimes ainsi qu'une faible urbanisation du territoire. Les terres agricoles, qui occupent 12,9 % de la surface communale, sont consacrées principalement à la culture du riz.

## Toponymie
En occitan provençal, le nom de la commune est Lei Santas / Lei Santei Marias de la Mar selon la norme classique ou Li Santo / Li Sànti Marìo de la Mar selon la norme mistralienne, en occitan médiéval La Vila de la Mar / Nòstra Dòna de la Mar). La prononciation locale est /li ˈsaŋtɔ/.

## Histoire

### Antiquité
La plus ancienne mention connue du site date du IVe siècle de notre ère. Elle est due au géographe et poète  Avienus(305 ?-375 ?). Évoquant plusieurs peuplades de la région, il mentionne un oppidum priscum Ra, Oppidum signifiant forteresse et priscum ancienne, soit « l'ancienne forteresse Ra ». Aviennus y voyait le nom d'un site consacré à Râ, le dieu du Soleil et père de tous les dieux égyptiens. Mais, selon les recherches de  l'historien des Gaules Camille Jullian sur le site, oppidum priscum traduirait plus probablement le plus ancien mot gaulois rātis « forteresse » (d'où d'autres noms comme Ratisbonne ou encore Île de Ré).

### Moyen Âge
En 513, le pape Symmaque fait de Césaire, l'évêque d'Arles, c'est-à-dire son représentant en Gaule, ce qui lui donne le droit de porter le pallium, lui qui évangélise les campagnes encore fortement imprégnées de cultes païens ou romains en transformant d'anciens lieux cultuels en édifices chrétiens. 
À la même époque se développe le culte marial. Dans la foulée, Cesaire fonde un monastère de femmes sur le site, ce qui constitue un argument en faveur de la présence d'un temple païen beaucoup plus ancien en ces lieux. On ne dispose pas de la date exacte de la naissance de cette nouvelle appellation, mais l'on sait que saint Césaire d'Arles a légué par testament, à sa mort en 542, Sancta Maria de Ratis à son monastère. C'est ainsi que le village devint Saintes Maries de la Barque (ou Saintes Maries de Ratis), parfois aussi Notre-Dame de la Barque ou Notre-Dame de Ratis.
Pendant l'hiver 859-860, resté comme le plus rude du IXe siècle [réf. souhaitée], les Vikings hivernent en Camargue et selon toute vraisemblance, aux Saintes, juste avant d'entreprendre leur razzia dans la basse vallée du Rhône jusqu'à Valence où ils seront arrêtés par Girart de Roussillon. 
C'est vers le Xe siècle que le nom se transformera en Notre-Dame-de-la-Mer. Plus exactement, en septembre 869, lors d'un raid en Camargue, les Sarrasins surprennent l'évêque d'Arles Rotland en train de superviser la mise en défense de la région. L'évêque est fait prisonnier puis monnayé contre des armes, des esclaves et autres richesses. Mais les Arlésiens ne récupèreront que son cadavre, habillé et assis sur son siège par les Sarrasins. L'échange aurait probablement eu lieu sur la plage des Saintes-Maries-de-la-Mer, à l'embouchure du Rhône de Saint-Ferréol, bras encore actif à cette époque.
L'église telle qu'elle subsiste aujourd'hui, date des XIe et XIIe siècles,  la partie supérieure des murs et le toit des deux dernières travées ayant toutefois été refaites au milieu du XVIIIe siècle. Le clocher a subi de plus régulières et nombreuses réfections, l'état actuel datant de 1901.
En 1448, sous l'impulsion du roi René, a lieu l'invention des reliques des saintes Maries, soit Marie de Nazareth, sa demi-sœur Marie Salomé ou Marie Jacobé et Marie Madeleine, dites les Trois Maries. L'archevêque d'Arles, Louis Aleman n'assiste pas à cet évènement, car il a été excommunié en 1440 à la suite du concile de Bâle ; en son absence, l'autorité papale est représentée par son légat, Pierre de Foix, l'archevêque d'Aix Robert Damiani et l'évêque de Marseille Nicolas de Brancas. Les comptes-rendus de l'époque signalent une église primitive à l'intérieur de la nef actuelle. Pour certains, ce bâtiment pourrait correspondre à une chapelle mérovingienne du VIe siècle.

### Les temps modernes

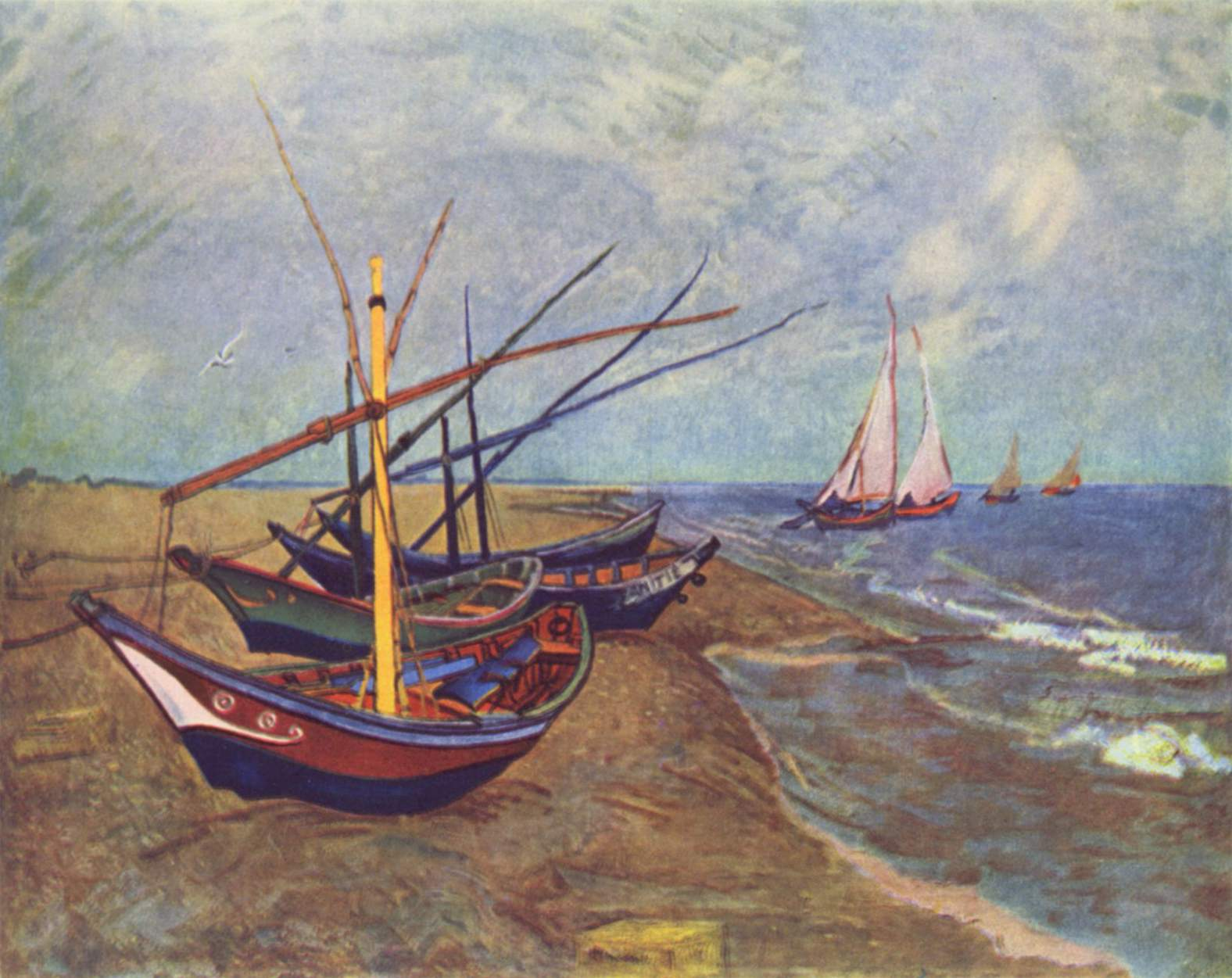
Les Barques à voile aux Saintes-Maries de Vincent van Gogh, juin 1888.

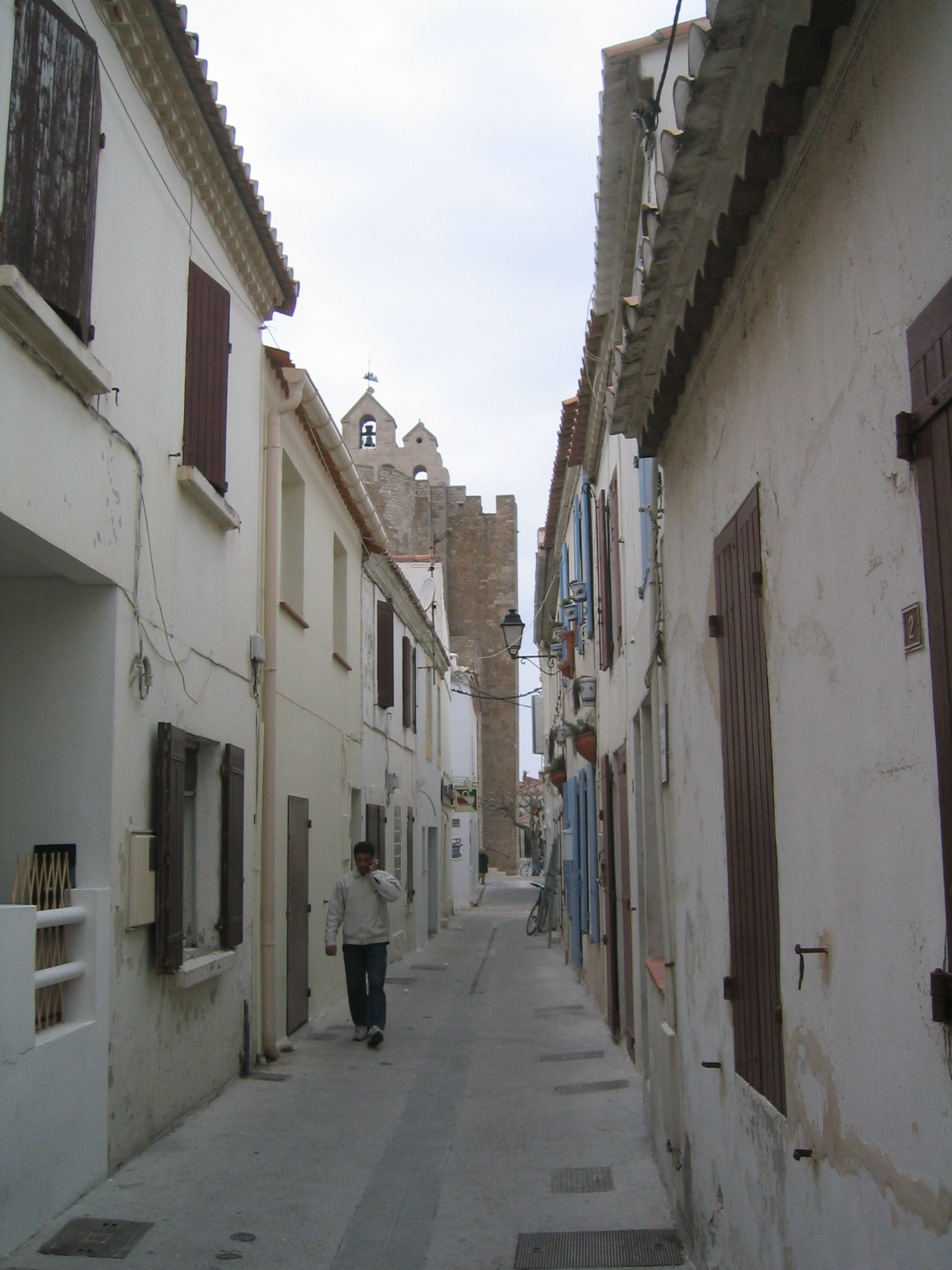
Une ruelle (photo de mai 2005).

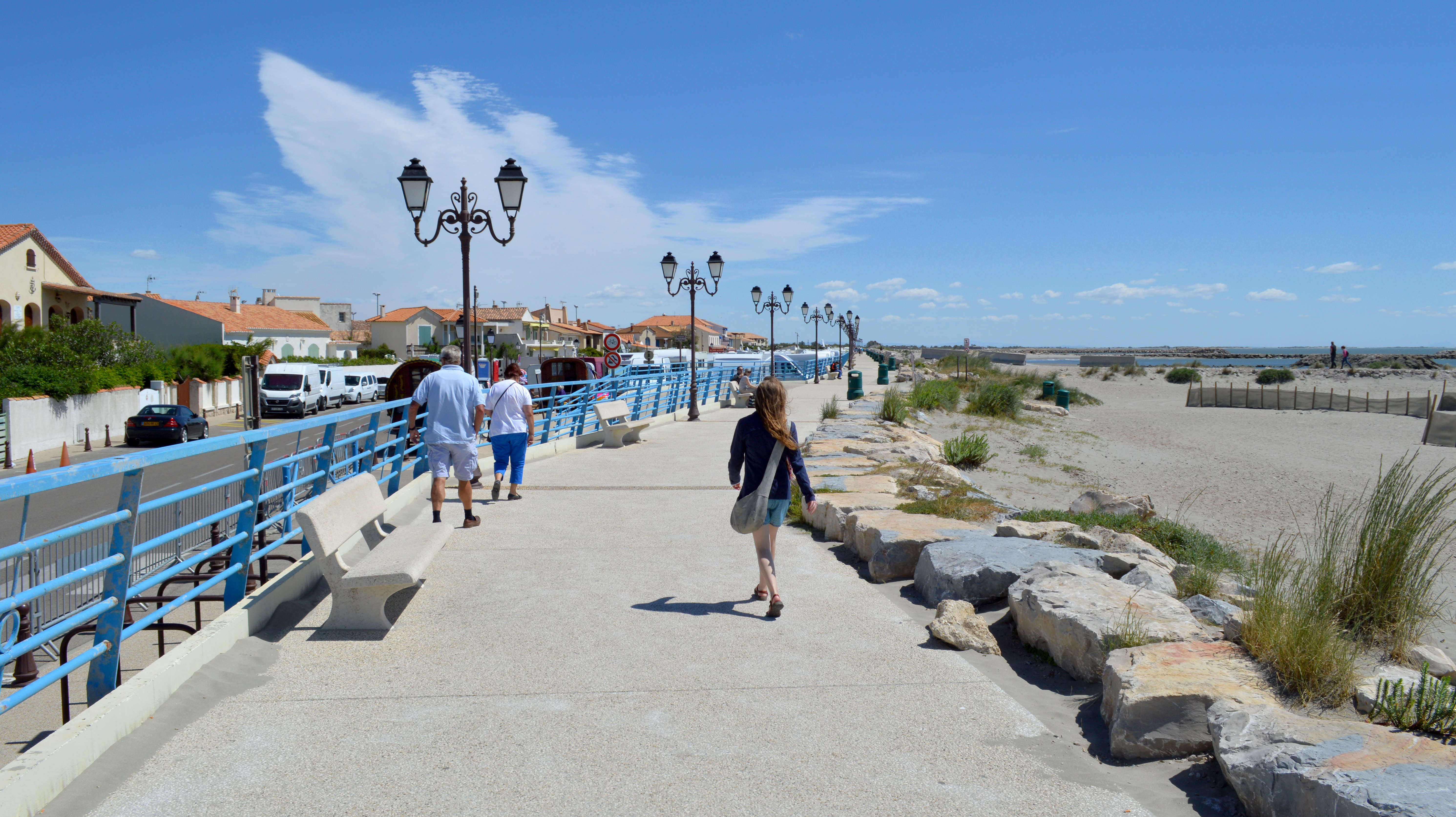
Le bord de mer (photo de mai 2015).

Contrairement à celle de 1348, la peste de 1720, qui tue la moitié de la population marseillaise et le tiers de celle d'Arles, a épargné les Saintes-Maries-de-la-Barque, qui s'opposent avec véhémence à l'accueil de réfugiés arlésiens. 
À la Révolution, sous la Terreur, le culte est suspendu de 1794 à 1797. Les créneaux de l'église sont démolis et leurs pierres vendues ; ils seront rénovés en 1873.
En 1838, le village prend le nom des « Saintes-Maries-de-la-Mer » et, peu après, le pèlerinage des Gitans est mentionné pour la première fois : au mois de mai, ils viennent de toute l'Europe y honorer leur sainte patronne, Sara, la Vierge noire.
Au début du mois de juin 1888, Vincent van Gogh, qui vient d'arriver en Provence, fait un court séjour de cinq jours aux Saintes. Il y dessine et peint notamment les barques en mer et sur la plage, le village vu des dunes côtières et quelques cabanes au toit de sagne.
Peu de temps après, au mois d'août 1892, est inaugurée la ligne Arles - les Saintes, de la compagnie des Chemins de fer de Camargue, appelée le « petit train ». Devenue non rentable à la suite du développement de l'automobile, la ligne sera fermée en octobre 1953.
En 1899, le Marquis Folco de Baroncelli, félibrige originaire d'Aix-en-Provence, s'installe aux Saintes sur la petite route du Sauvage, au mas de l'Amarée ; il s’attelle avec d’autres éleveurs, les « manadiers », à la reconquête de la pureté des races équine et taurine de Camargue. Parallèlement, il participe activement à la codification de la course camarguaise naissante. En juillet 1909, il crée la Nacioun gardiano (Nation gardiane), association qui a pour objectif de défendre et maintenir les traditions manadières camarguaises.
Dès la fin du XIXe siècle, mais surtout après la Première Guerre mondiale, le village reçoit la visite d'artistes et d'écrivains : le peintre et archéologue, Yvan Pranishnikoff en 1899, Ernest Hemingway en 1920, et plus tard celle des peintres Picasso et Brayer dans les années 1950.
De nombreux films y sont tournés, comme Crin-Blanc en 1952 et D'où viens-tu Johnny ? en 1963. De même, la séquence d'ouverture du film, Le Professionnel (1981) située en Afrique a été tournée sur les terres du Grand Radeau aux Saintes-Maries-de-la-Mer. En 1975, Bob Dylan y passe quelques jours lors des festivités du mois de mai.
En 1948, Angelo Roncalli, nonce apostolique en France et futur pape Jean XXIII, célèbre aux Saintes le cinq centième anniversaire de l'invention des reliques. 
Depuis 1960, la cité vit principalement du tourisme dont le développement à compter des années 1980 se veut mieux maîtrisé. Toutefois, cette évolution marquée par un accroissement démographique, de 1 687 habitants en 1946 à environ 2 500 en 2005, entraîne de profonds changements :
- au niveau socio-professionnel, avec la disparition des pêcheurs et des agriculteurs au bénéfice des commerçants et des retraités, ces derniers souvent étrangers à la région,
- sur le plan de l'urbanisme, avec le creusement d'un port et la création de nombreux lotissements comprenant un pourcentage important de résidences secondaires[12] et d'habitations de location.

Ces changements se retrouvent notamment au niveau politique avec le basculement à droite d'une mairie longtemps détenue par les partis de gauche.

## Politique et administration

### Liste des maires

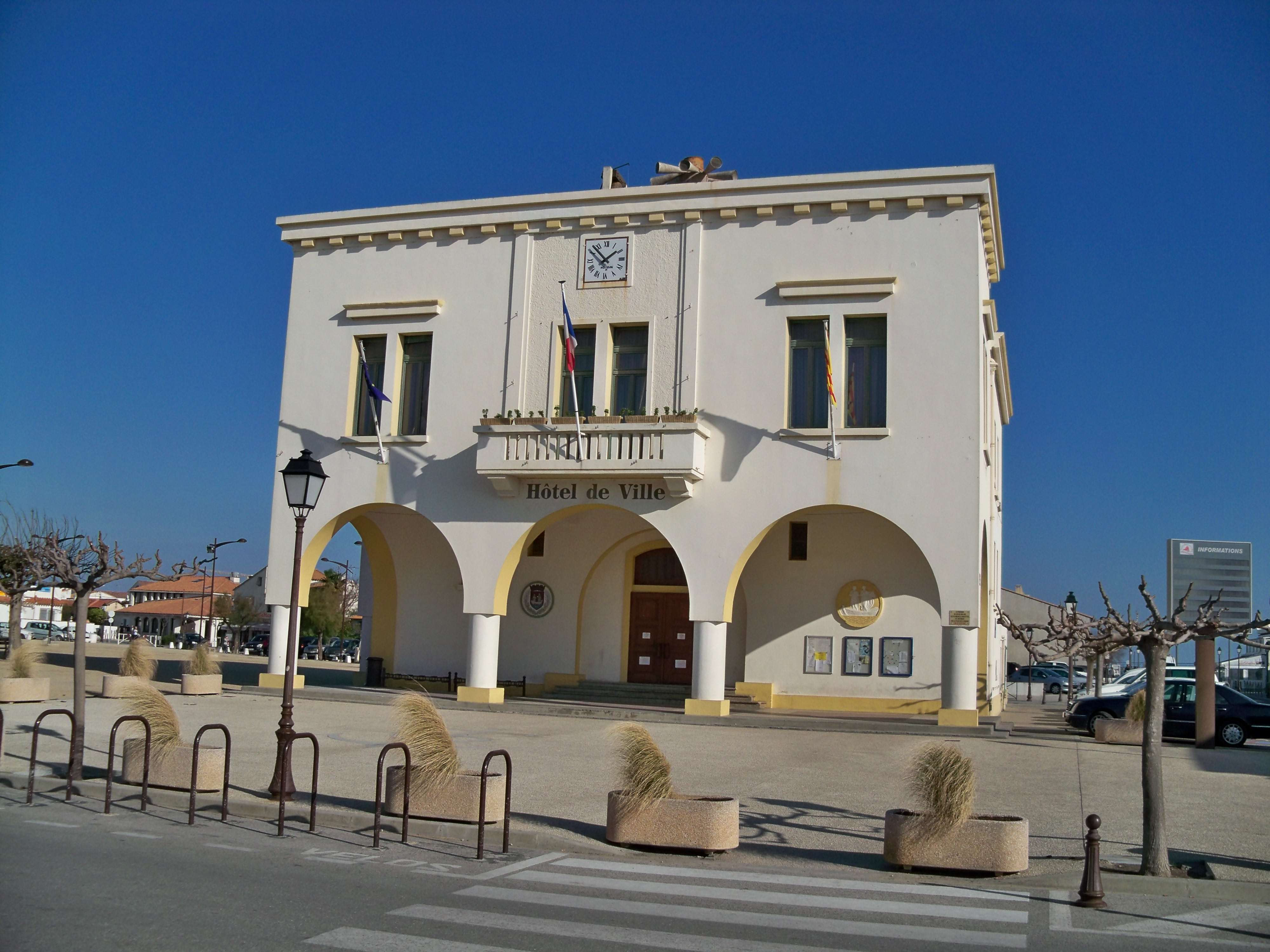
Bâtiment de la mairie.

| Période                                  | Période        | Identité          | Étiquette | Qualité                                             |
| ---------------------------------------- | -------------- | ----------------- | --------- | --------------------------------------------------- |
| Les données manquantes sont à compléter. |                |                   |           |                                                     |
| 1904                                     | 1906           | Honoré Pioch      | ...       | ...                                                 |
| 1906                                     | 1920           | Joseph Espelly    | ...       | ...                                                 |
| 1920                                     | 1921           | Joannin Audibert  | ...       | ...                                                 |
| 1921                                     | 1934           | Esprit Pioch      | PCF       | ...                                                 |
| 1934                                     | 1942           | Joannin Audibert  | ...       | ...                                                 |
| 1942                                     | 1944           | Roger Laurent     | ...       | ...                                                 |
| août 1944                                | septembre 1944 | Marius Sellier    | ...       | ...                                                 |
| septembre 1944                           | avril 1945     | Georges Vendran   | ...       | ...                                                 |
| avril 1945                               | 1972           | Roger Delagnes    | SFIO-PS   | Conseiller général (1945-1976) Sénateur (1962-1974) |
| 1972                                     | 1995           | Hubert Manaud     | PS        | Conseiller général (1979-1994)                      |
| 1995                                     | 2021           | Roland Chassain   | UMP-LR    | Député (2002-2007) Conseiller général (1994-2015)   |
| 2021                                     | 2026           | Christelle Aillet | UMP-LR    |                                                     |

### Jumelages
Au 23 février 2014, Les Saintes-Maries-de-la-Mer sont jumelées avec :
- Villamanrique de la Condesa (Espagne) depuis 2000
- Grosseto (Italie) depuis 2000

## Population et société

### Démographie
L'évolution du nombre d'habitants est connue à travers les recensements de la population effectués dans la commune depuis 1793. Pour les communes de moins de 10 000 habitants, une enquête de recensement portant sur toute la population est réalisée tous les cinq ans, les populations de référence des années intermédiaires étant quant à elles estimées par interpolation ou extrapolation. Pour la commune, le premier recensement exhaustif entrant dans le cadre du nouveau dispositif a été réalisé en 2008.

En 2022, la commune comptait 2 278 habitants, en évolution de −9,03 % par rapport à 2016 (Bouches-du-Rhône : +2,48 %, France hors Mayotte : +2,11 %).
| 1793  | 1800 | 1806 | 1821 | 1831 | 1836 | 1841 | 1846 | 1851  |
| ----- | ---- | ---- | ---- | ---- | ---- | ---- | ---- | ----- |
| 1 000 | 644  | 783  | 530  | 543  | 837  | 910  | 669  | 1 013 |

| 1856  | 1861  | 1866  | 1872 | 1876 | 1881 | 1886  | 1891  | 1896  |
| ----- | ----- | ----- | ---- | ---- | ---- | ----- | ----- | ----- |
| 1 083 | 1 000 | 1 006 | 951  | 926  | 918  | 1 159 | 1 025 | 1 446 |

| 1901  | 1906  | 1911  | 1921  | 1926  | 1931  | 1936  | 1946  | 1954  |
| ----- | ----- | ----- | ----- | ----- | ----- | ----- | ----- | ----- |
| 1 531 | 1 439 | 1 413 | 1 352 | 1 567 | 1 723 | 1 564 | 1 687 | 2 207 |

| 1962  | 1968  | 1975  | 1982  | 1990  | 1999  | 2006  | 2008  | 2013  |
| ----- | ----- | ----- | ----- | ----- | ----- | ----- | ----- | ----- |
| 2 179 | 2 244 | 2 120 | 2 045 | 2 232 | 2 479 | 2 341 | 2 294 | 2 593 |

| 2018  | 2022  | - | - | - | - | - | - | - |
| ----- | ----- | - | - | - | - | - | - | - |
| 2 157 | 2 278 | - | - | - | - | - | - | - |

### Manifestations culturelles et festivités

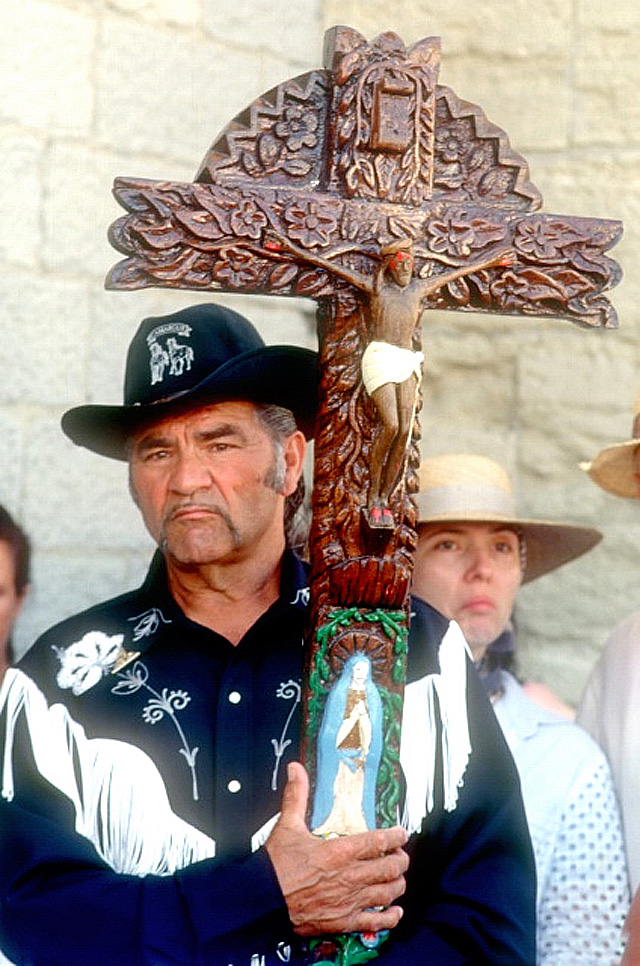
Pèlerinage gitan du 25 mai.

Chaque 24 mai, plus de 10 000 gens du voyage (Yéniches, Roms, Manouches, Gitans, Sintis...) affluent de toute l'Europe vers Saintes-Maries-de-la-Mer pour vénérer leur sainte Sara la noire ou Sara la Kali, et baptiser leurs enfants selon le rituel catholique.
En juin, le village accueille une fête votive, au cours de laquelle les jeunes et les "festaïres" du village animent les rues et places, vêtus aux couleurs de la fête, se mesurant aux taureaux au cours d'abrivado, de bandido et de courses de taureaux improvisées.
Autour du 14 juillet, le village organise pendant trois jours une Feria du Cheval, qui présente des spectacles inspirés des piliers de l'identité camarguaise que sont le cheval, le taureau et la musique gitane.
Le 11 novembre, le Festival d’Abrivado regroupe plus de 200 gardians et 1000 chevaux venus de toute la Provence sur les plages des Saintes-Maries exceptionnellement ouvertes aux cavaliers et à leurs montures ce jour-là.
Pendant les fêtes de fin d'année entre Noël et jour de l'An, le village présente un programme d'animations témoins de la tradition camarguaise. Ainsi, on peut assister à un abrivado aux flambeaux (lâcher de taureaux emmenés par des gardians portant des flambeaux), que les visiteurs peuvent admirer à la tombée du jour.

#### Fèsto vierginenco
Chaque année, vers la fin du mois de juillet, a lieu aussi la Fèsto vierginenco, qui est la cérémonie, pour les filles âgées de 16 ans, de passage du statut d'adolescente à celui de jeune femme. Créée à Arles en 1903, elle a été transposée aux Saintes en 1913, et n'a plus cours que dans la commune.

## Économie
La commune vit essentiellement de l'agriculture, de l'élevage (chevaux, taureaux camarguais) et surtout du tourisme.

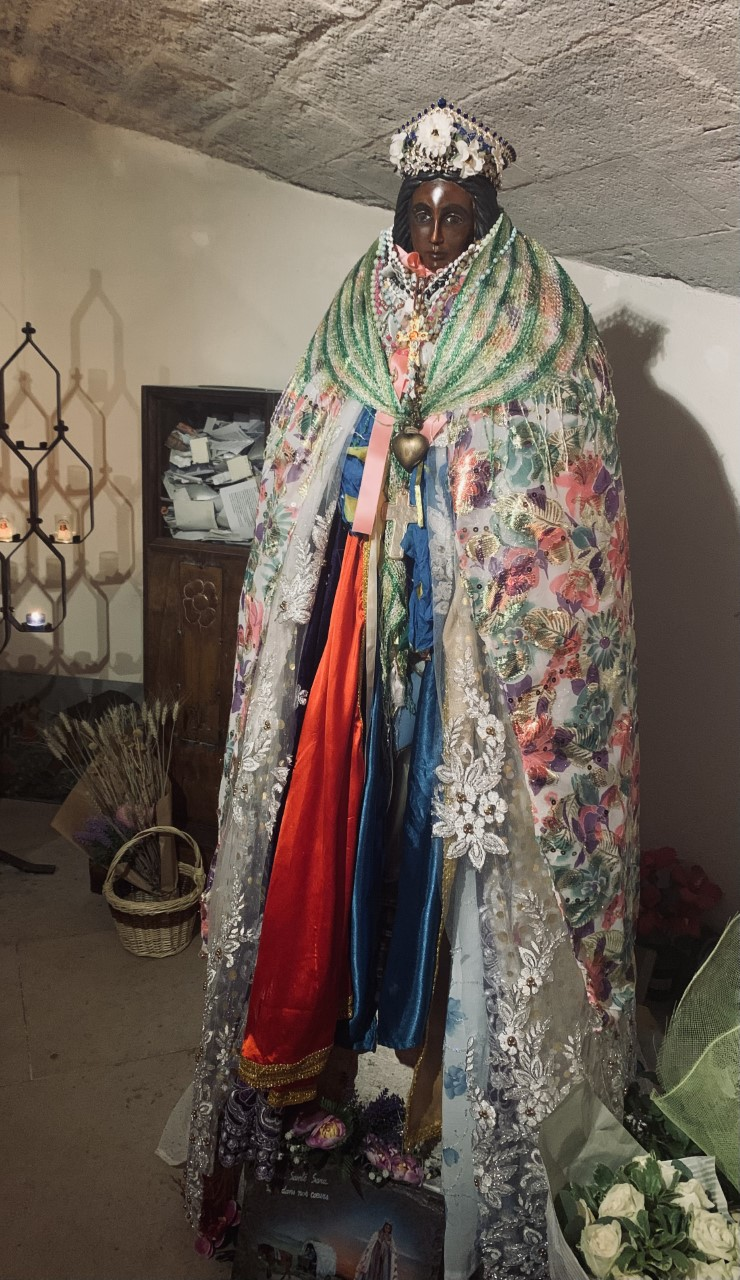
Crypte de l'église avec la statue de sainte Sara.

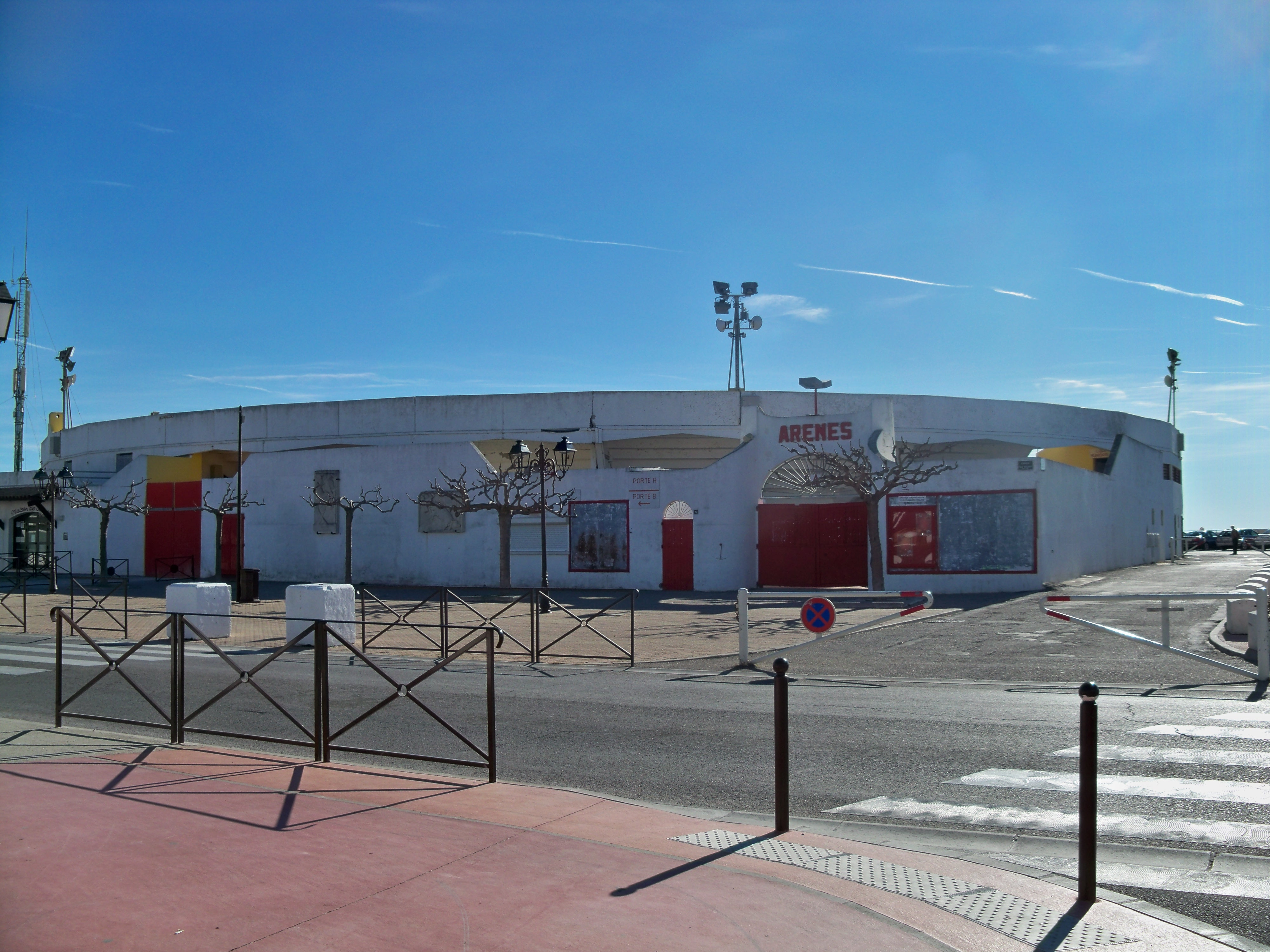
Arènes des Saintes-Maries-de-la-Mer.

## Culture locale et patrimoine

### Lieux et monuments

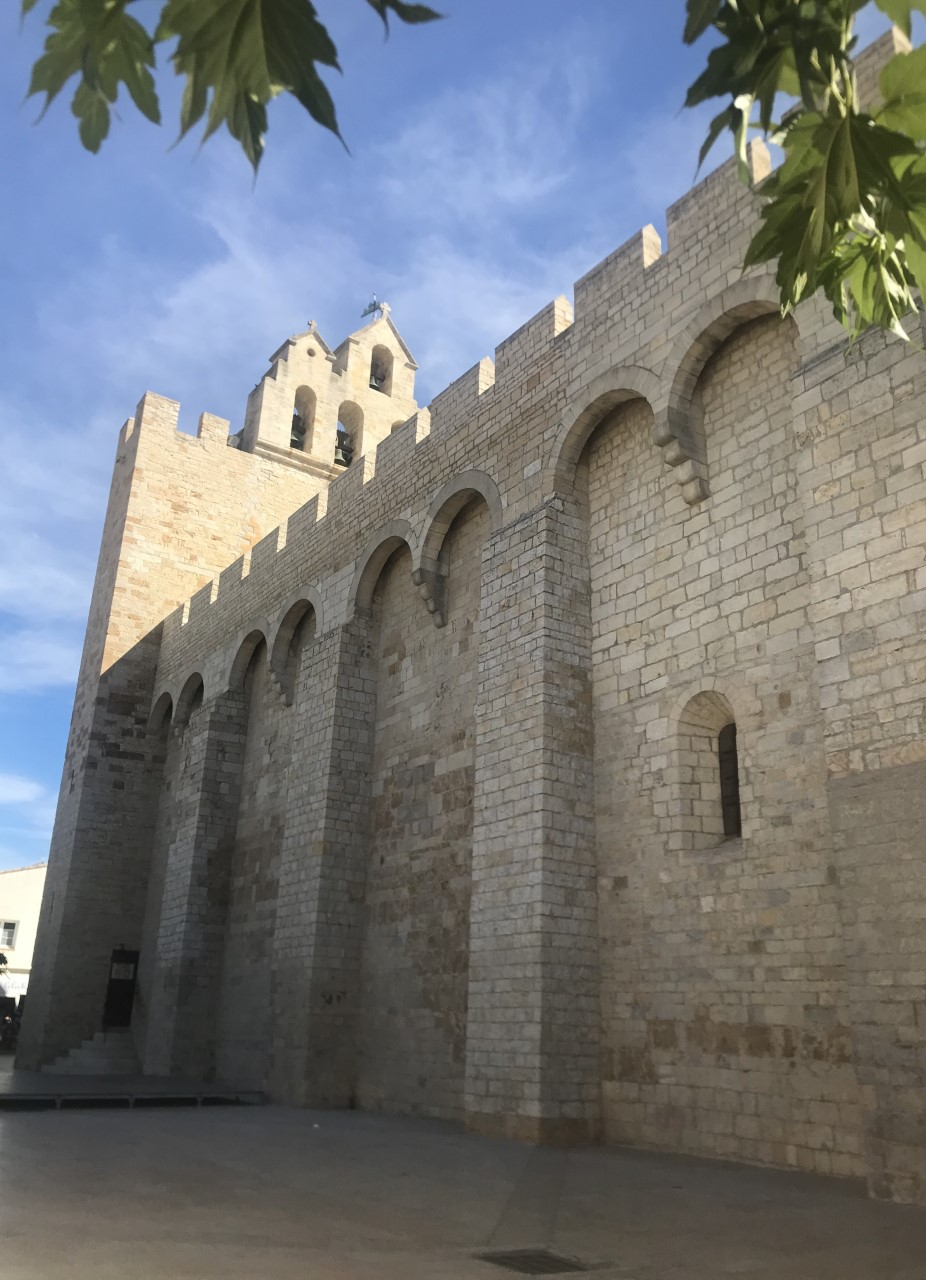
Église de Saintes-Maries-de-la-Mer.

- L'église fortifiée des XIe et XIIe siècles destinée à protéger les reliques des saintes (mais aussi les Saintois) en cas d'incursion des Sarrasins : la chapelle haute forme un véritable donjon, entouré, à la base, d'un chemin de ronde et surmonté d'une plate-forme crénelée.
- Les pèlerinages des 24 - 25 mai et de fin octobre (saintes Marie Jacobé et Salomé) ; celui du 24 mai est aussi célébré pour la patronne des Gitans, la « Vierge noire » sainte Sara. 
Les deux premiers pèlerinages sont historiquement très anciens et évoquent une tradition chrétienne, celle du débarquement des premiers chrétiens sur le rivage de Camargue[26]. Celui des Gitans, plus récent, n'est pas mentionné avant le milieu du XXe siècle.
- Le musée des Saintes-Maries-de-la-Mer : il présente une partie consacrée a la vie du marquis Folco de Baroncelli-Javon ainsi qu'une autre partie consacrée à l'archéologie maritime présentera les objets tirés des fouilles sous-marines effectuées au large de la commune à partir des années 1980, mais aussi des objets récupérés fortuitement dans les filets de pêche.
- Les arènes des Saintes-Maries-de-la-Mer construites au début des années 1930. La ville est membre de l'Union des villes taurines françaises. Dans une région où la tauromachie est très ancrée depuis le XVIe siècle[27] et même selon certains chercheurs, depuis le XIIe siècle[28], les arènes des Saintes-Maries-de-la-Mer font partie des hauts lieux de tauromachie française. Elles proposent trois formes de course de taureaux : la course camarguaise[29], la Corrida[30], et la corrida de rejón[31].
- Le parc ornithologique de Pont-de-Gau, le château d'Avignon et son domaine situés sur la route d'Arles.
- La Croix et Mas de Méjanes, mieux connu sous le vocable domaine Paul Ricard, sur les rives de l'étang de Vaccarès.
- La sculpture de Ben K, baptisée « Camargue », érigée au centre du village, à l'occasion du passage au nouveau millénaire, est inaugurée par le maire Roland Chassain, le 1er janvier 2001.
- La mairie, construite dans les années 1930 et décorée par le peintre Marcel Dyf.
- Les marchés : tous les lundis et vendredis sur la place de la mairie.
- La présence à proximité du village d'un plan d'eau spécialement aménagé pour les tentatives de record de vitesse en planche à voile.

### Les cabanes des Launes
Une trentaine de cabanes de gardians se dressent, alignées face à la mer, entre le front de mer et l'étang des Launes, à l'ouest de l'agglomération. Apparues dans les années 1950 sur une bande de terre alors quasiment vierge, elles ont pour origine l'initiative prise par le maire de l'époque, Roger Delagnes, de créer, à l'entrée ouest du village, une zone réservée à la seule construction de cabanes camarguaises à couverture de sagne (roseau des marais). Construites par des artisans cabaniers, ces cabanes semblent être sorties du même moule. Il s'agissait, pour la plupart d'entre elles, de résidences destinées à un séjour saisonnier, balnéaire, et, pour quelques-unes, de points de départ pour randonnées équestres.
Immortalisées par de nombreuses cartes postales dans les années 1950 à 1970, elles constituent, outre un pan du passé récent des Saintes-Maries, une curiosité architecturale et urbanistique unique en son genre en Europe.

### Les Saintes-Maries-de-la-Mer et le cinéma
- 1953 : Crin-Blanc d'Albert Lamorisse ;
- 1963 : D'où viens-tu Johnny ? de Noël Howard ;
- 1972 : La Course du lièvre à travers les champs de René Clément ;
- 1974 : La moutarde me monte au nez de Claude Zidi ;
- 2021 : Tom Médina de Tony Gatlif[33] ;
- 2023 : Magnificat de Virginie Sauveur.

### Personnalités liées à la commune

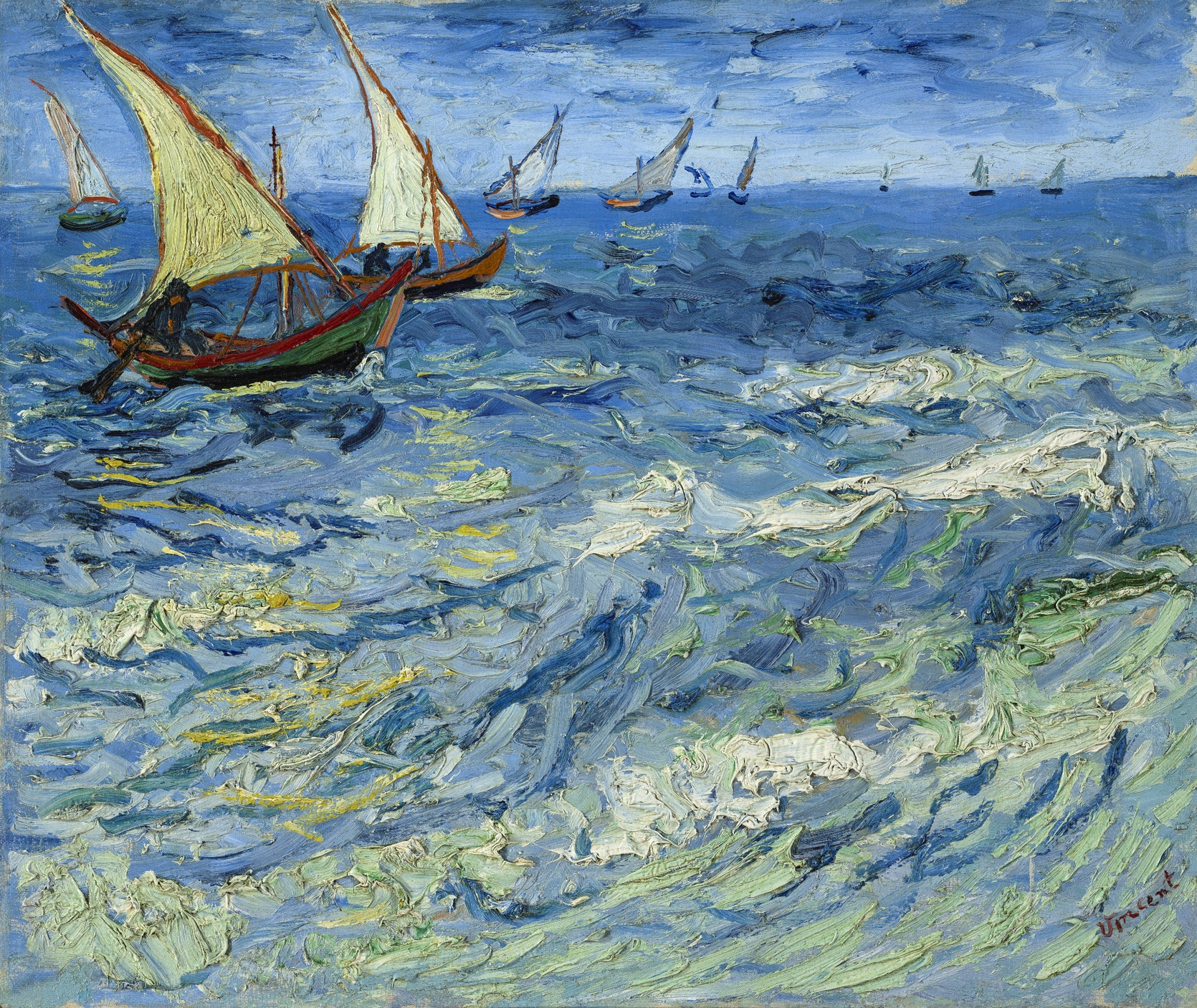
Vincent van Gogh, La mer aux Saintes-Maries, 1888, Musée d'État des Beaux-Arts Pouchkine, Moscou.

- Folco de Baroncelli-Javon, (1869-1943), écrivain, poète, manadier, mainteneur et rénovateur des traditions camarguaises, fondateur de la Nacioun gardiano, est enterré à l'emplacement de son mas du Simbèu, près de l'embouchure du Petit-Rhône.
- Ivan Petrovitch Pranishnikoff, peintre russe, mort et inhumé en 1909 aux Saintes-Maries-de-la-Mer.
- Vincent van Gogh : lors de son séjour aux Saintes-Maries-de-la-Mer, du 10 au 16 juin 1888, l'artiste peint trois tableaux et réalise onze dessins.
- Hermann-Paul, peintre français, mort et inhumé en 1940 aux Saintes-Maries-de-la-Mer.
- Denys Colomb de Daunant, écrivain, poète, photographe et cinéaste connu pour être l'auteur et le coscénariste du film Crin-Blanc (1952) réalisé par Albert Lamorisse.
- Christian Chomel, raseteur, vit aux Saintes-Maries-de-la-Mer depuis 2002.
- Manitas de Plata venait toujours aux Saintes-Maries-de-la-Mer à l'occasion du pèlerinage.

### Héraldique
| Armes des Saintes-Maries-de-la-Mer | Les armes peuvent se blasonner ainsi : De gueules à deux saintes affrontées d'argent, tenant chacune une boîte d'or et étant dans un navire aussi d'or sans voiles, sans rames et sans timon, exposé dans une mer agitée d'azur ondée d'argent. |